# Ferdinando Monfardini
Ferdinando Monfardini (Isola della Scala, 20 de novembro de 1984) é um automobilista italiano. Correu pela GP2 Series em 2005 na equipe Durango, tendo anteriormente disputado a Fórmula 3000.

## Registros naGP2 Series
| Ano  | Equipe                    | No.   | Corridas | Poles | Vitórias | Pontos | Posição final |
| 2005 | Durango Coloni Motorsport | 23 17 | 17 2     | 1 0   | 0        | 5 0    | 17th          |
| 2006 | DAMS                      | 14    | 20       | 0     | 0        | 7      | 20th          |